# Pressefest

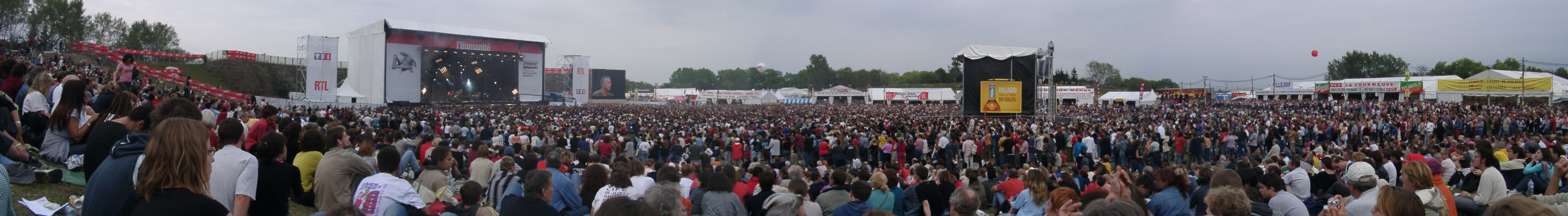
Konzert von Bernard Lavilliers große Bühne der Fête de l’Humanité, 2005

 Als Pressefest wird ein der Finanzierung und/oder Förderung der Verbreitung von Presseorganen dienendes Volksfest bezeichnet. In der Regel sollen dabei eine politische Botschaft über ein Unterhaltungs- und speziell Musikprogramm vermittelt werden, Sympathisanten geworben und der Kontakt und die Solidarität der gleich Gesinnten mobilisiert werden.
Bekannte Pressefeste der Linken sind unter anderem die Fête de l’Humanité, die Festa de L’Unità, das Wiener Volksstimmefest und das UZ-Pressefest. In der DDR gab es bis zur Wiedervereinigung zahlreiche, meist jährliche Pressefeste, wie in Berlin auf dem Alexanderplatz. In den 2000er Jahren wurde das Instrument des Pressefestes parallel zu anderen in verstärktem Maß von der politischen Rechten genutzt.